# Alain Gresh

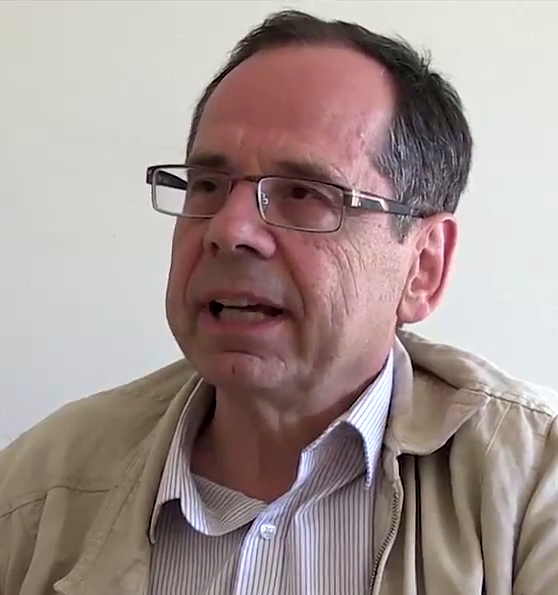
Alain Gresh, 2014

Alain Gresh (geboren 1948 in Kairo, Königreich Ägypten) ist ein französischer Journalist und Herausgeber der Online-Zeitung Orient XXI.

## Leben
Alain Gresh wuchs bei seiner aus Russland stammenden jüdischen Mutter und seinem koptischen Stiefvater in Kairo auf. Sein leiblicher Vater war der kommunistische Aktivist Henri Curiel, der seit 1950 im französischen Exil lebte. Gresh studierte Mathematik an der Universität Paris VII mit einem Masterabschluss 1971, Arabistik am Institut national des langues et civilisations orientales mit einem Diplom 1977 und wurde 1983 an der École des Hautes Études en Sciences Sociales mit einer Dissertation über die PLO promoviert. Der Schwerpunkt seiner Bücher und Zeitschriftenartikel liegt auf den Problemen der Arabischen Welt. Gresh schreibt seit 2001 Artikel in Le Monde diplomatique, seit 2011 ist er außerdem ihr Herausgeber.

## Positionen
Im September 2012 kritisierte Alain Gresh in Le Monde diplomatique die Satirezeitschrift Charlie Hebdo für deren Darstellungen von Personen des Islam als unverantwortlich und warf ihr vor, die Erwartungen der extremen Rechten zu bedienen, zumal die von der Zeitschrift verwendete Bildsprache nur schwer von rassistischen Vorstellungswelten zu unterscheiden sei. Der Zeichner Stéphane Charbonnier (Charb), ein Opfer des Anschlags auf Charlie Hebdo, wies die Vorwürfe zurück.

## Schriften (Auswahl)
- Palestine 47, un partage avorté. 1994
- Mit Dominique Vidal: Les 100 portes du Proche-Orient. Éditions de l’Atelier, 1996
- Mit Tariq Ramadan: L’islam en questions. 2000
- Israël, Palestine: Vérités sur un conflit. Paris: Fayard, 2001 (Neuauflage 2024: Édition actualisée après le 7 octobere 2023, ISBN 978-2-8185-0743-8)
- mit Philippe Rekacewicz, Dominique Vidal, Jean Radvanyi, Gilbert Achcar: Atlas du monde diplomatique. Paris 2003.
  - (Mhrsg.): Atlas der Globalisierung. 2. Auflage. Berlin: taz, 2006
  - Israel – Palästina : die Hintergründe eines unendlichen Konflikts. Aus dem Französischen von Bodo Schulze, Rotpunktverlag, 3. deutschsprachige Auflage, Zürich 2025
- L’Islam, la République et le Monde. 2004
- 1905–2005: les enjeux de la laïcité. 2005
  - (Mhrsg.): Afrika. Stolz & Vorurteile. Berlin: taz, 2009
  - (Mhrsg.): Indien, die barfüssige Grossmacht. Berlin: taz, 2009
- De quoi la Palestine est-elle le nom? Paris: Éditions les liens qui libèrent, 2010
- Mit Hélène Aldeguer: Un chant d’amour. Israël-Palestine, une histoire française. Paris: Éditions la Découverte, 2017 (Neuauflage Éditions Libertalia, 2023)
- Palestine, un peuple qui ne veut pas mourir. Paris: Éditions les liens qui libèrent, 2024, ISBN 979-10-209-2386-8